# Гороховский сахарный завод
Гороховский сахарный завод — предприятие пищевой промышленности в посёлке Марьяновка Волынской области Украины.

## История
Гороховский сахарный комбинат был создан в 1960 году в соответствии с шестым пятилетним планом развития народного хозяйства СССР на базе ранее существовавшего сахарного завода и местного совхоза.
По состоянию на начало 1970 года на балансе обеспечивавшего комбинат совхоза имелось 5613 гектар земли (из них 4878 га пашни) на которых помимо сахарной свеклы выращивали зерновые и кормовые культуры, овощи и картофель. Отходы производства сахарного комбината (свекольный жом и меласса) использовались для кормления крупного рогатого скота и свиней на животноводческих фермах и пункте откорма крупного рогатого скота и свиней совхоза.
В целом, в советское время сахарный комбинат входил в число ведущих предприятий Марьяновки и Гороховского района.
После провозглашения независимости Украины комбинат перешёл в ведение государственного комитета пищевой промышленности Украины. После расформирования совхоза комбинат был переименован в Гороховский сахарный завод.
В мае 1995 года Кабинет министров Украины утвердил решение о приватизации завода, в дальнейшем государственное предприятие было преобразовано в открытое акционерное общество.
Начавшийся в 2008 году экономический кризис осложнил положение завода, который не сумел своевременно выплатить взятый в 2010 году кредит. Тем не менее, в октябре 2010 года завод входил в число десяти крупнейших действующих сахарных заводов Украины. 
В 2012 году по решению хозяйственного суда Волынской области завод начал выплачивать "Ощадбанку" свои долги в размере 16,1 млн. гривен.
Предприятие являлось одним из мест хранения государственных продовольственных резервов Украины, но в начале 2013 года оказалось в центре крупного скандала (исчезновение со складов 119,2 тысяч тонн сахара общей стоимостью более 750,2 млн. гривен, закупленного за деньги, выделенные из государственного бюджета Украины). 
В результате, в 2013 году завод остановил работу. В 2014 году завод не функционировал, но в 2015 году возобновил производственную деятельность.
В 2017 году Гороховский сахарный завод входил в число 46 действующих сахарных заводов Украины.